# Кестра
Кестра — небольшая река в России, протекает во Владимирской области. Устье реки находится по правому берегу реки Ирмес, выше села Весь. Исток реки — юго-западнее села Кистыш Владимирской области. Длина реки незначительна. Не судоходна.
Часть верхнего и среднего течения реки образуют границу Ивановской и Владимирской области.